# Römerite
La römerite est un minéral de la classe des sulfates. Il a été nommé d'après le géologue allemand Friedrich Adolph Römer (1809-1869).

## Caractéristiques
La römerite est un sulfate de fer tétradécahydraté de formule chimique Fe2+Fe3+2(SO4)4·14H2O. Elle cristallise dans le système triclinique. Sa dureté sur l'échelle de Mohs est comprise entre 3 et 3,5.

## Classification
Selon la classification de Nickel-Strunz, la römerite appartient à "07.CB: Sulfates (séléniates, etc.) sans anions additionnels, avec H2O, avec des cations de taille moyenne", avec les minéraux suivants : dwornikite, gunningite, kiesérite, poitevinite, szmikite, szomolnokite, cobaltkiesérite, sandérite, bonattite, aplowite, boyléite, ilésite, rozénite, starkeyite, drobecite, cranswickite, chalcanthite, jôkokuite, pentahydrite, sidérotile, bianchite, chvaleticéite, ferrohexahydrite, hexahydrite, moorhouséite, nickelhexahydrite, retgersite, biebérite, boothite, mallardite, mélantérite, zinc-mélantérite, alpersite, epsomite, goslarite, morénosite, alunogène, méta-alunogène, aluminocoquimbite, coquimbite, paracoquimbite, rhomboclase, kornélite, quenstedtite, lausénite, lishizhénite, ransomite, apjohnite, bilinite, dietrichite, halotrichite, pickeringite, redingtonite, wupatkiite et méridianiite.

## Formation et gisements
Elle s'est formée par l'oxydation de sulfures de fer, comme la pyrite, la marcassite et la pyrrhotite, et se trouve souvent avec d'autres sulfates de fer comme la rhomboclase. Elle a été découverte dans la mine de Rammelsberg, près de Goslar, Harz (Basse-Saxe, Allemagne). Les gisements où on la trouve sont dispersés sur toute le planète, à l'exception de l'Antarctique.